# Kinoplastikon
Kinoplastikon hieß ein frühes Verfahren zur Erweckung eines dreidimensionalen Eindruckes bei der Projektion von Filmen.

## Historie

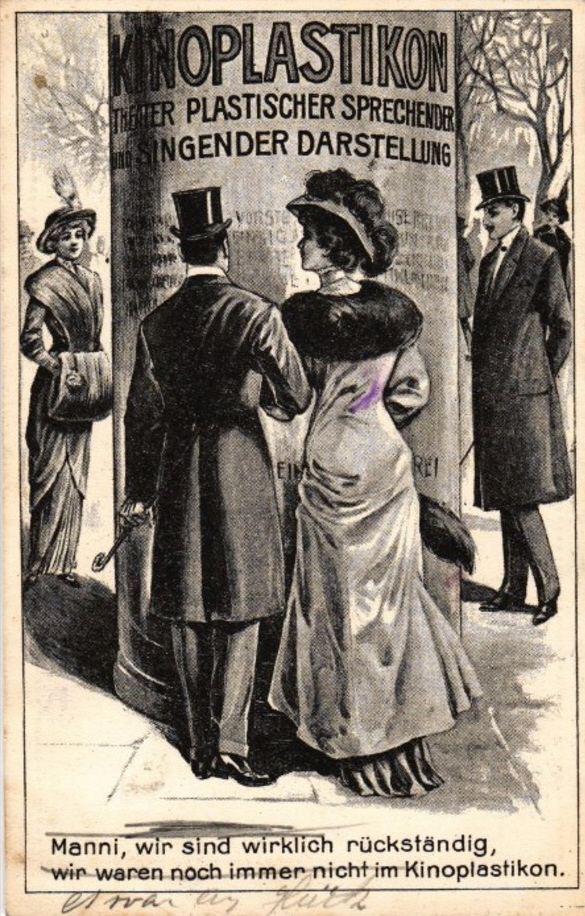
Werbe-Ansichtskarte für das Kinoplastikon – Theater plastischer sprechender und singender Darstellung. Die Dame sagt zum Herrn: Manni, wir sind wirklich rückständig, wir waren noch immer nicht im Kinoplastikon.

Als Oskar Messters „Alabastra-Theater“ 1911 in London unter der Bezeichnung Stereoplastics gezeigt wurde, begann Theodore Brown, der sich bereits mit stereoskopischer Photographie beschäftigte, sich für das “Pepper’s Ghost”-Verfahren zu interessieren. Er brachte Verbesserungen an und ließ sich das Ergebnis unter dem Namen „Kinoplastikon“ patentieren.
Die „Kinoplastikon“-Vorstellungen fanden im Scala Theater in London statt, einem Lokal mit 920 Plätzen unweit Tottenham Court Road, wo auch Charles Urban seine “Kinemacolor”-Farbenfilme zeigte. Der Text einer Reportage in der Londoner Times vom 28. April 1913, in dem von natural colours die Rede ist, legt nahe, dass Urbans Filme auch bei den „Kinoplastikon“-Vorstellungen Verwendung fanden.
John Cher beschreibt die Wirkung in einem Bericht in der Zeitschrift Bioscope vom 20. März 1913 so:
“At the Kinoplastikon Theatre I had the pleasure of inspecting the stereoscopic moving pictures of which so much has been heard and so little seen in England. The hall is underground. The sheet hangs far back, on a level with the stage. Amongst other reels, a “Pathé Gazette” was shown. Never before had I witnessed such a moving picture spectacle. It was practically the illusion of life, remarkable and astonishing, almost uncanny in its realness.”
Akustisch unterstützt wurde die Projektion durch Cecil Hepworth’s „Vivaphone“, ein Verfahren zur synchronen Ton-Begleitung, das sich eines großen Trichters und eines Grammophons bediente.
In der Reklame für das Kinoplastikon wie in den Programmheften hieß es: “Living, singing, talking Cameo pictures in Plastic Relief without a screen”.
Auch im 6. Bezirk in Wien gab es ein Kinoplastikon-Theater. Betrieben wurde es von Franz Haushofer und dem Erfinder Karl Juhacz, der es in Anzeigen in der Fachpresse als „Umwälzung in der Kinematographie“ bewarb:

„Das Kinoplastikon ermöglicht es, lebende Photographien freistehend und plastisch auf einer hellerleuchteten Bühne mit natürlichen Dekorationen vorzuführen. Die projizierten Gestalten sind von lebenden Menschen nicht zu unterscheiden, sie sprechen, singen unter Orchesterbegleitung, gleichzeitig mimend und agierend.“

Die Filmleinwand befand sich auf einer eigenen, dekorierten Bühne. In einer Rezension in der Neuen Freien Presse Wien heißt es darüber:

„“Das Theater plastischer, sprechender und singender Darstellung “Kinoplastikon” hat hier in Wien im 6.Bezirk, Linke Wienzeile 4/6 (nächst dem Theater an der Wien) eine zentral gelegene, elegante Heimstätte gefunden.”“

Das „Programm vom 26. bis 29. Dez. 1913“ versprach:
- “Thunfischfang. Naturaufnahmen ; Motiv unbekannt. Drama ; Die Verlobte d.Seebären. Schlager ; Titania, Arie aus Mignon. Mr. Deslie, Characterdarsteller ; Die beiden kleinen Finken. Pas de deux.”

Nach dem Verfahren entstanden Filme wie
- 1913 Der hungrige Ritter : Kinoplastikon. Regie ? Produktion: Wiener Kunstfilm.[14]
- 1913 König Menelaus im Kino : Kinoplastikon. Regie Hans Otto Löwenstein. Produktion: Wiener Kunstfilm. Darst.: Max Nekut.[15]

Trotz des großen anfänglichen Erfolges konnte sich das Kinoplastikon nicht lange halten und verschwand wieder in der Versenkung.

## Tondokument
- Alabastra, Foxtrot (composer uncredited) Tanz-Kapelle Sándor Józsi (Realname Dajos Béla) Odeon Record Nr. 41 508 [altes “International Talking Machine Co. Berlin Weissensee”-label der Vorkriegszeit], aufgen. ca. 1922/23.[17]